# Lillian Russell
Lillian Russell (Clinton, 4 dicembre 1860 – Pittsburgh, 6 giugno 1922) è stata un soprano e attrice statunitense.

## Biografia
Nata nello stato di Iowa con il nome di Helen Louise Leonard, i suoi genitori furono l'editore Charles E. Leonard e Cynthia Leonard. La famiglia si trasferì a Chicago nel 1865, dove Lillian frequentò il Park Institute. Nel dicembre 1877 partecipò ad una produzione amatoriale di Time Tries All.
Studiò canto con Leopold Damrosch. Nel novembre 1879, il suo debutto a Broadway. Da allora si esibì in molti teatri, interpretò Phoebe in Billee Taylor, composta da Edward Solomon, i due si conobbero e sposarono nel 1884, un anno dopo ebbero una figlia, Dorothy Lillian Russell. 
Al Broadway theatre nel dicembre 1881 è Bathilde in Olivette di Edmond Audran e nel 1883 Prinz Methusalem di Johann Strauss (figlio).
Nel 1886 Solomon fu arrestato per bigamia, in quanto il suo precedente matrimonio era ancora ritenuto valido, finì il tutto in un divorzio nel 1893.
Nel 1887 a Broadway è Dorothy di Alfred Cellier, nel 1895 a New York Teresa in The Mountebanks di Cellier con Hayden Coffin e nel 1897 Lucille d'Herblay in Wedding Day di Julian Edwards, nel 1899 La Belle Hélène arrivando a 68 recite ed Erminie di Edward Jakobowski arrivando a 25 recite, nel 1900 Mrs. Waldorf Meadowbrook di Fiddle-dee-dee di John Stromberg arrivando a 262 recite, nel 1901 Lady Grafter in Hoity Toity di Stromberg arrivando a 259 recite, nel 1902 mrs. Stockson Bond nella prima assoluta di Twirly Whirly di Stromberg arrivando a 247 recite, nel 1904 Lady Teazle nella prima di Alfred Baldwin Sloane arrivando a 57 recite e nel 1912 mrs. Wallingford Grafter nella prima assoluta di Hokey-pokey di Stromberg arrivando a 108 recite.
Ebbe altri tre matrimoni:
- Harry Braham, direttore d'orchestra, sposati nel 1879, incinta, la donna partorì Harry che morì;
- John Haley Augustin Chatterton conosciuto come Signor Giovanni Perugini, tenore, sposati nel 1894 divorziarono nel 1898;
- Alexander Pollock Moore, sposati nel 1912.

## Filmografia

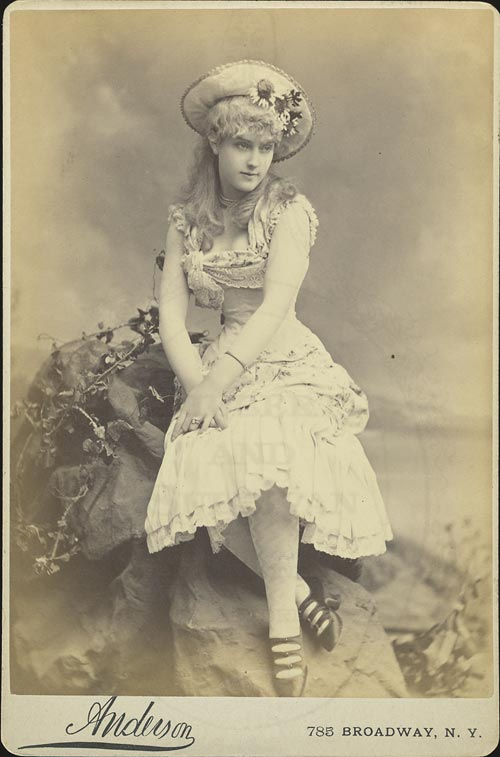
Lillian Russell in Patience, 1882

### Attrice
- La Tosca, regia di Theo Frenkel (1911)
- Potted Pantomimes, regia di W.P. Kellino (1914)
- Wildfire, regia di Edwin Middleton (1915)

### Film o documentari dove appare Lillian Russell
- How to Live 100 Years, regia di David Miles - sé stessa (1913)
- Il paradiso delle fanciulle (The Great Ziegfeld), regia di Robert Z. Leonard  (personaggio) (1936)
- Il romanzo di Lilian Russell, regia di Irving Cummings (personaggio) (1940)
- The Golden Twenties - filmati d'archivio (1950)
- Fifty Years Before Your Eyes, regia di Robert Youngson - filmati d'archivio (1950)